# 柱冠西风芹
柱冠西风芹（学名：Seseli coronatum）是伞形科西风芹属的植物。分布于俄罗斯以及中国大陆的新疆等地，生长于海拔1,300米的地区，见于石质干燥山坡，目前尚未由人工引种栽培。